# Modernismo no Brasil

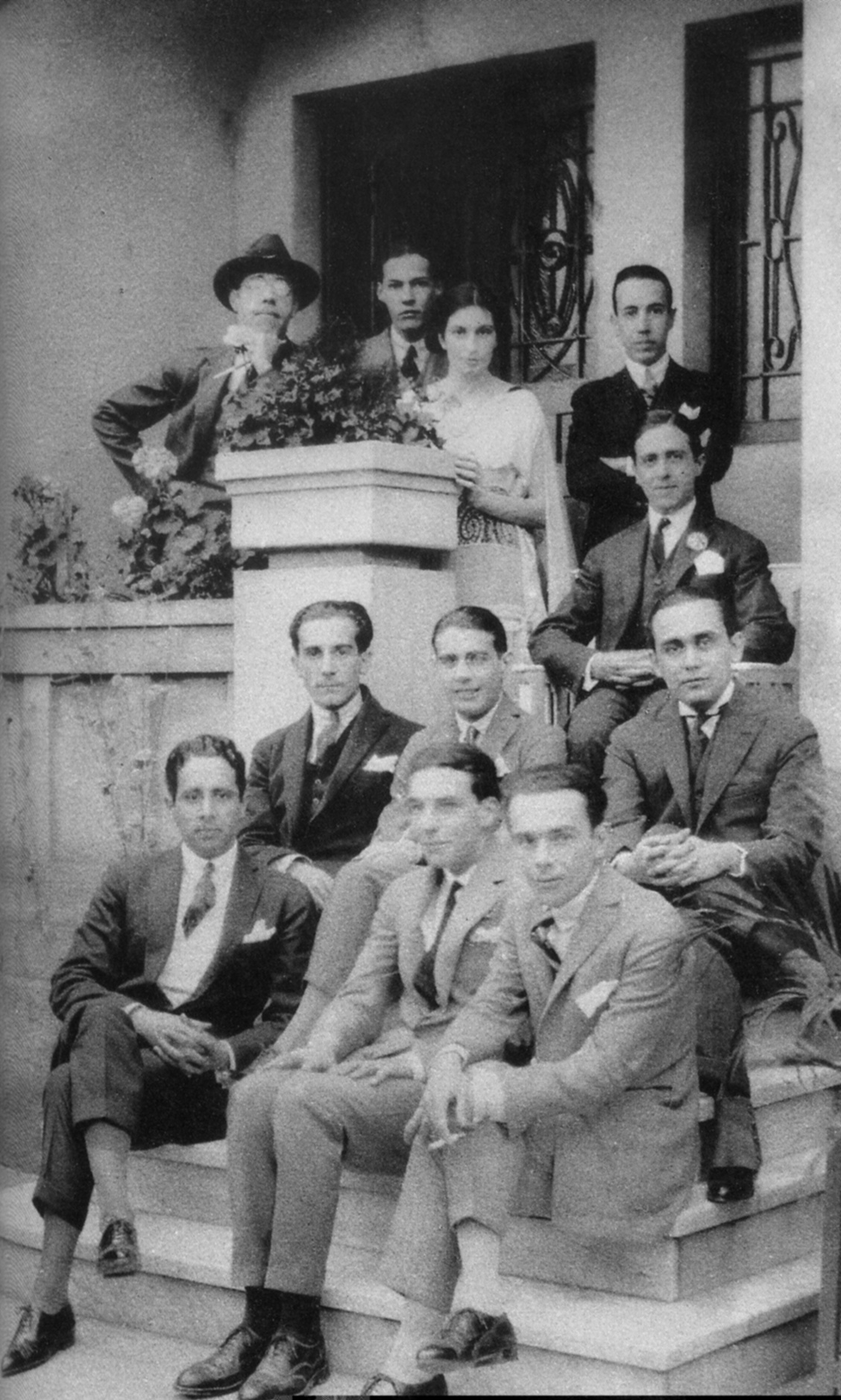
Mário de Andrade (primeiro à esquerda, no alto), Rubens Borba de Moraes (sentado, segundo da esquerda para a direita) e outros modernistas de 1922, dentre os quais (não identificados) Tácito de Almeida, Alcântara Machado, Guilherme de Almeida e Yan de Almeida Prado, em São Paulo, Brasil, 1922.

O Modernismo no Brasil foi um amplo movimento cultural que repercutiu fortemente sobre a cena artística e a sociedade brasileira na primeira metade do século XX, sobretudo no campo da literatura e das artes plásticas. Foi desencadeado a partir da assimilação de tendências culturais e artísticas lançadas na Europa no período que antecedeu a Primeira Guerra Mundial. Essas tendências denominavam-se de vanguardas europeias, e a principais delas foram o Cubismo, o Futurismo, o Dadaísmo, o Expressionismo e o Surrealismo. Essas novas linguagens modernas trazidas pelos movimentos artísticos e literários europeus foram sendo aos poucos assimiladas pelo contexto artístico brasileiro, mas colocando em enfoque elementos da cultura do país, pois havia uma necessidade de valorização do que era nacional.
A Semana de Arte Moderna, realizada em São Paulo no ano de 1922, consagrou-se na historiografia oficial como o ponto de partida do Modernismo no Brasil, mas pesquisas recentes vêm desmontando esse mito, revelando que em diversos pontos do país estavam acontecendo iniciativas de renovação artística e cultural, e movimentos anteriores haviam defendido propostas com pontos em comum. De acordo com alguns estudiosos, Recife foi pioneira desse movimento artístico no Brasil, através das obras de pintores pernambucanos do começo do século XX como Vicente do Rego Monteiro, da poesia de Manuel Bandeira, da sociologia de Gilberto Freyre, de manifestações da cultura popular como o frevo e o cordel e das mudanças urbanísticas ocorridas na cidade naquele período. Para o crítico de arte Paulo Herkenhoff, ex-curador adjunto do Museu de Arte Moderna de Nova York, "a historiografia da cultura de Pernambuco tem o desafio de enfrentar o colonialismo interno e o apagamento de sua história".
Nem todos os participantes da Semana eram modernistas: o maranhense Graça Aranha, um pré-modernista, por exemplo, foi um dos oradores. Não sendo dominante desde o início, o modernismo, com o tempo, suplantou os anteriores: eram “ataques constantes ao passado, ao romantismo, ao realismo, ao parnasianismo [...]”; foi marcado, sobretudo, pela liberdade de estilo e aproximação com a linguagem falada, sendo os da primeira fase mais radicais em relação a esse marco.
Didaticamente, divide-se o Modernismo em três fases: a primeira, chamada de Fase heroica ou Geração de 1922, foi a mais radical e fortemente oposta a tudo que foi anterior; uma fase cheia de irreverência e escândalo. A segunda, mais amena, denominada Fase de consolidação ou Geração de 1930, formou grandes romancistas e poetas; uma fase marcada pela preocupação social e política e pelo regionalismo, destacado principalmente na prosa da região nordeste. Quanto à terceira fase, chamada de Fase pós-1945 ou Geração de 1945, que se opunha de certo modo à primeira fase e era por isso ridicularizada com o apelido de Parnasianismo, haviam por característica ser híbrida em estilos, mas o que se destacou nela foi sua maior preocupação com a estética, cujo gênero literário predominante foi a poesia.

## Primeira geração (1922-1930) -Fase heroica

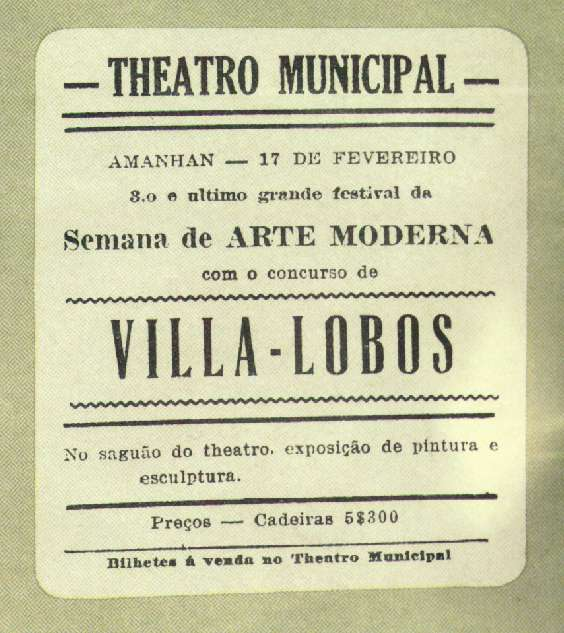
Cartaz anunciando o último dia da Semana de Arte Moderna

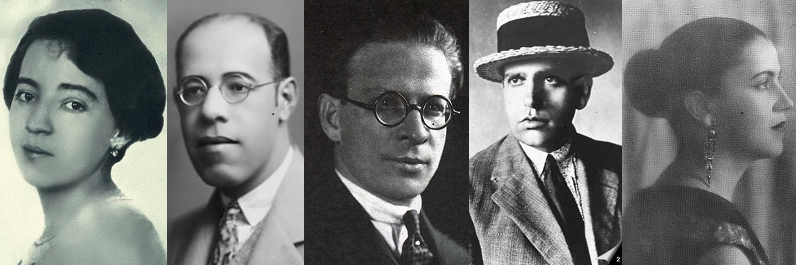
O Grupo dos Cinco do modernismo brasileiro: Anita Malfatti, Mário de Andrade, Menotti del Picchia, Oswald de Andrade e Tarsila do Amaral.

A que fez prevalecer o sentido verdadeiramente específico do Modernismo: o de destruidor e renovador. 
A primeira fase do Modernismo, também chamada de Geração de 1922, caracterizou-se pela tentativa de definir e marcar posições, sendo ela rica em manifestos e revistas de circulação rápida. Foi o período mais radical do movimento modernista justamente em consequência da necessidade de romper com todas as estruturas do passado. Daí o caráter anárquico dessa primeira fase e seu forte sentido destruidor, assim definido por Mário de Andrade: "...se alastrou pelo Brasil o espírito destruidor do movimento modernista".
Grande parte dos intelectuais e artistas que representaram o Modernismo no Brasil viveram na Europa no período pós Primeira Guerra Mundial e, dessa experiência, absorveram ideias e técnicas que resultaram no Modernismo Brasileiro. Sendo assim, toda a efervescência que marcou o início do século XX na Europa chega ao Brasil como um momento de renovação e busca por produzir um novo modelo de arte que fosse preocupado com questões de ordem social. No entanto, não era uma cópia do que se via na Europa, mas sim uma arte própria, autêntica e original. Nesse sentido, com o início das vanguardas brasileiras e o retorno dos artistas ao Brasil, o movimento foi ganhando vida e a necessidade de realizar eventos para difundir as novas ideias se torna uma preocupação dos artistas. Nesse contexto, ocorre a Semana de Arte Moderna em 1922, programada para comemorar o centenário da independência. Considerada um marco do Modernismo no país e na América-Latina, o evento contou com recitais de poesia, concertos musicais e abriu portas a uma nova linguagem artística em relação aos diferentes tipos de arte, como pintura, poesia e literatura.
Havia a busca pelo moderno e original, com o nacionalismo em suas múltiplas facetas. A volta das origens, através da valorização do indígena e a língua falada pelo povo, também foram abordados. Contudo, o nacionalismo foi empregado de duas formas distintas: a crítica, alinhada a esquerda política através da denúncia da realidade, e a ufanista, exagerada e de extrema direita. Devido à necessidade de definições e de rompimento com todas as estruturas do passado foi a fase mais radical. 
Um mês depois da Semana de Arte Moderna, o Brasil vivia dois momentos de grande importância política: as eleições presidenciais e o congresso de fundação do Partido Comunista em Niterói. Em 1926, surge o Partido Democrático, sendo Mário de Andrade um de seus fundadores. A Ação Integralista Brasileira, movimento nacionalista radical, também vai ser fundado por Plínio Salgado em 1932.

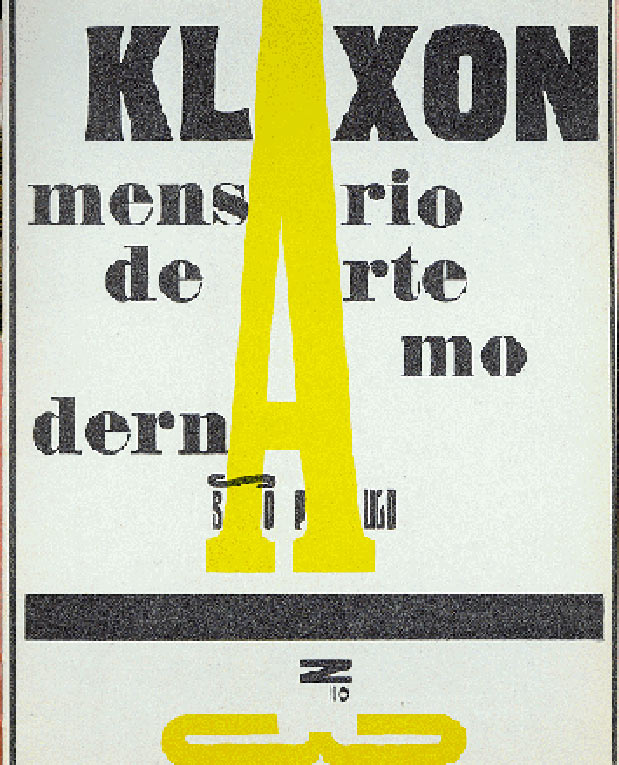
Capa da revista Klaxon

### Manifestos e revistas

#### Manifesto da Poesia Pau-Brasil (1924-1925)
Foi escrito por Oswald de Andrade e publicado inicialmente no Correio da Manhã. Esse manifesto foi republicado em 1924 como abertura do livro de poesias Pau-Brasil. Apresenta uma proposta de literatura vinculada à realidade brasileira, a partir duma redescoberta do Brasil. Este manifesto dizia que a arte brasileira deveria ser de "exportação" tal qual o Pau-Brasil.

#### Verde-Amarelismoou Escola da Anta (1926-1929)
Grupo formado por Plínio Salgado, Menotti del Picchia, Guilherme de Almeida e Cassiano Ricardo em resposta ao nacionalismo do Pau-Brasil, criticando-se o “nacionalismo afrancesado” de Oswald. Sua proposta era dum nacionalismo primitivista, ufanista, identificado com regimes nacionalistas europeus, evoluindo para o Integralismo. Idolatria do tupi e a anta é eleita símbolo nacional. Em maio de 1929, o grupo verde-amarelista publica o manifesto "Nhengaçu Verde-Amarelo — Manifesto do Verde-Amarelismo ou da Escola da Anta".
O Integralismo surge como uma dissidência do Verde-Amarelismo (e do modernismo, por extensão). Mesmo que tenha sido criado inspirado abertamente no fascismo europeu, o integralismo teve diferenças substanciais. Uma delas, de acordo com o professor da Universidade Federal de São João del-Rei, Sergio Schargel, foi a preocupação intelectual do movimento. Diferente de Mussolini, que tinha como pauta o anti-intelectualismo, Salgado acreditava que os intelectuais deveriam liderar a evolução nacional.

#### Manifesto Regionalista de 1926

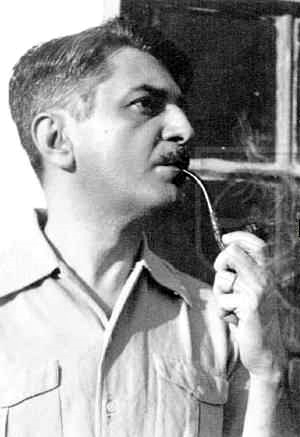
Gilberto Freyre

De 1925 a 1930 foi um período marcado pela difusão do Modernismo pelos estados brasileiros. Nesse sentido, o Centro Regionalista do Nordeste (Recife), presidido por Gilberto Freyre, buscava desenvolver o sentimento de unidade do Nordeste nos novos moldes modernistas. Propõem trabalhar em favor dos interesses da região, além de promover conferências, exposições de arte, congressos, etc.o Para tanto, editaram uma revista. Vale ressaltar que o regionalismo nordestino conta com Graciliano Ramos, Alfredo Pirucha, José Lins do Rego, José Américo de Almeida, Antonio de Queiroz, Lucas Amado e João Cabral, em 1926. O manifesto é muitas vezes dúbio, pois, ao mesmo tempo que critica o provincianismo à la paulistocentrismo que atrapalha o regionalismo, acaba gerando um recifilismo pernambucocentrista. Do mesmo modo crítica certas influências do Ocidente Setentrional e ao mesmo tempo vangloria-se de influências ibéricas, holandesas, etc.; ignora que as civilizações nordestinas surgem fundadas por ocidentais ibéricos, franceses, holandeses, etc. e depois volta atrás.

#### Revista de Antropofagia(1928-1929)
É a nova etapa do Pau-Brasil, sendo resposta a Escola da Anta. Seu nome origina-se da tela Abaporu (O que come) de Tarsila do Amaral.
O Movimento antropofágico foi caracterizado por assimilação (“deglutição”) crítica às vanguardas e culturas europeias, com o fim de recriá-las, tendo em vista o redescobrimento do Brasil em sua autenticidade primitiva. Contou com duas fases, sendo a primeira com dez números (1928–1929), sob direção de Antônio Alcântara Machado e gerência de Raul Bopp, e a segunda publicada semanalmente em 25 números no jornal Diário do Rio de Janeiro em 1929, tendo como secretário Geraldo Ferraz.

##### Primeira fase da revista
Iniciada pelo polêmico Manifesto Antropofágico de Oswald, conta com Antônio de Alcântara Machado, Mário de Andrade (com a publicação dum capítulo de Macunaíma em seu 2º número), Carlos Drummond de Andrade (3º número, publicou a poesia No meio do caminho); além de desenhos de Tarsila do Amaral, artigos em favor da língua tupi de Plínio Salgado e poesias de Guilherme de Almeida.

## Segunda geração (1930-1945) -Fase de consolidação
Estendendo-se de 1930 a 1945, a segunda fase do Modernismo, também conhecida como Geração de 1930, foi rica na produção poética e também na prosa, sendo essa última a que mais se destacou, caracterizada pelo regionalismo voltado especialmente à região nordeste. O universo temático dessa geração amplia-se com a preocupação dos artistas com o destino do Homem e no estar-no-mundo. Ao contrário da sua antecessora, foi construtiva.
Não sendo uma sucessão brusca, as poesias das gerações de 22 e 30 foram contemporâneas. A maioria dos poetas de 30 absorveram experiências de 22, como a liberdade temática, o gosto da expressão atualizada ou inventiva, o verso livre e o antiacademicismo. Portanto, não precisou ser tão combativa quanto a de 22, devido ao encontro duma linguagem poética modernista já estruturada. Passara, então, a aprimorá-la, prosseguindo a tarefa de purificação de meios e formas direcionando e ampliando a temática da inquietação filosófica e religiosa, com Vinícius de Moraes, Jorge de Lima, Augusto Frederico Schmidt, Murilo Mendes, Carlos Drummond de Andrade.
A prosa, por sua vez, alargava a sua área de interesse ao incluir preocupações novas de ordem política, social, econômica, humana e espiritual. A piada foi sucedida pela gravidade de espírito, a seriedade da alma, propósitos e meios. Essa geração foi grave, assumindo uma postura séria em relação ao mundo, por cujas dores, considerava-se responsável. Também caracterizou o romance dessa época, o encontro do autor com seu povo, havendo uma busca do homem brasileiro em diversas regiões, tornando o regionalismo importante. A Bagaceira, de José Américo de Almeida, foi o marco do chamado romance regionalista.
Rachel de Queiroz, Jorge Amado, José Lins do Rego, Graciliano Ramos, romancistas que assim como José Américo de Almeida trouxeram em suas obras os problemas do nordeste e do povo nordestino tornando a região marca maior do romance regionalista, Érico Verissimo, Orígenes Lessa e outros escritores criaram um estilo novo, completamente moderno, totalmente liberto da linguagem tradicional, nos quais puderam incorporar a real linguagem regional, as gírias locais. 
O humor quase piadístico de Drummond receberia influências de Mário e Oswald de Andrade. Vinícius Morais, Cecília Meireles, Jorge de Lima e Murilo Mendes apresentaram certo espiritualismo que vinha do livro de Mário Há uma Gota de Sangue em Cada Poema (1917).
A consciência crítica estava presente, e mais do que tudo, os escritores da segunda geração consolidaram em suas obras a questões sociais bastante graves: a desigualdade social, a vida cruel dos retirantes, os resquícios de escravidão, o coronelismo entre outros, apoiado na posse das terras - todos problemas sociopolíticos que se sobreporiam ao lado pitoresco das várias regiões retratadas.

## Terceira geração (1945-1960) -Fase pós-1945

João Cabral de Melo Neto

Com a transformação do cenário sociopolítico do Brasil, a literatura também se transformou: O fim da Era Vargas, a ascensão e queda do Populismo, a Ditadura Militar, e o contexto da Guerra Fria foram, portanto, de grande influência na Terceira Fase. Na prosa, tanto no romance quanto no conto, houve a busca duma literatura intimista, de sondagem psicológica e introspectiva, tendo como destaque Clarice Lispector. O regionalismo, ao mesmo tempo, ganha uma nova dimensão com a recriação dos costumes e da fala sertaneja com Guimarães Rosa, penetrando fundo na psicologia do jagunço do Brasil central. A pesquisa da linguagem foi um traço caraterístico dos autores citados, sendo eles chamados de instrumentalistas.
A terceira fase do Modernismo surge com poetas opositores das inovações modernistas de 1922, o que faz com que, na concepção de muitos estudiosos (como Tristão de Athayde e Ivan Junqueira), essa geração seja tratada como precursora do pós-modernismo. Negando a liberdade formal, as ironias, as sátiras e outras características modernistas, os poetas buscaram uma poesia mais “equilibrada e séria”.[carece de fontes?] No início dos anos 40, surgem dois poetas singulares, não filiados esteticamente a nenhuma tendência: João Cabral de Melo Neto e Lêdo Ivo. Esses considerados por muitos os mais importantes representantes da terceira geração.
Em 1948, no I Congresso Paulista de Poesia, Domingos Carvalho da Silva realiza uma conferência intitulada "Há uma Nova Poesia no Brasil", em que propõe a denominação de "Geração de 1945" ao grupo de poetas surgidos no final da 2ª Guerra Mundial (1945): Lêdo Ivo, Bueno de Rivera, João Cabral de Melo Neto, Geraldo Vidigal, Péricles Eugênio da Silva Ramos e ele próprio. Outros nomes vieram a juntar-se-lhes, como Cyro Pimentel, Geraldo Pinto Rodrigues, José Paulo Moreira da Fonseca e Geir Campos. Por esse motivo, a terceira fase do Modernismo passou a ser também conhecida como a Fase pós-1945.